# Cleomella plocasperma
Cleomella plocasperma är en paradisblomsterväxtart som beskrevs av S. Wats.. Cleomella plocasperma ingår i släktet Cleomella, och familjen paradisblomsterväxter. Inga underarter finns listade i Catalogue of Life.